# Supercopa de España 2025
La Supercopa de España 2025 è stata la quarantunesima edizione della Supercoppa di Spagna e si è svolta tra l'8 e il 12 gennaio 2025 in Arabia Saudita, allo stadio Città dello sport Re Abd Allah di Gedda.
Il torneo è stato vinto dal Barcellona, al quindicesimo successo nella manifestazione, dopo aver battuto in finale per 5-2 il Real Madrid

## Formato
Si tratta della sesta edizione con il nuovo formato, che prevede quattro partecipanti: la vincitrice della Coppa del Re 2023-2024 e della Primera División 2023-2024, la finalista della coppa nazionale e la squadra classificatasi seconda in campionato. In caso di coincidenze, accede alla Supercoppa la squadra meglio posizionata in Liga che non è finalista della Coppa del Re. Le squadre si affrontano in semifinale e finale a gara unica, per un totale di tre partite. Il nuovo formato prevede che la squadra campione della Coppa del Re affronti la squadra seconda classificata in campionato, e che la squadra campione di Spagna affronti la finalista della Coppa del Re.

## Squadre partecipanti
|  | Atlético Bilbao |  | Vincitore della Coppa del Re 2023-2024                |
|  | Real Madrid     |  | Vincitore della Primera División 2023-2024            |
|  | Maiorca         |  | Finalista della Coppa del Re 2023-2024                |
|  | Barcellona      |  | Secondo classificato della Primera División 2023-2024 |

## Risultati

### Tabellone
|  | Semifinali      | Semifinali      | Semifinali |            |             | Finale      | Finale | Finale |  |
|  |                 |                 |            |            |             |             |        |        |  |
|  | Real Madrid     | Real Madrid     | 3          |            |             |             |        |        |  |
|  | Real Madrid     | Real Madrid     | 3          |            |             |             |        |        |  |
|  | Maiorca         | Maiorca         | 0          |            |             |             |        |        |  |
|  | Maiorca         | Maiorca         | 0          |            | Real Madrid | Real Madrid | 2      |        |  |
|  |                 |                 |            |            | Real Madrid | Real Madrid | 2      |        |  |
|  |                 |                 | Barcellona | Barcellona | 5           |             |        |        |  |
|  | Atlético Bilbao | Atlético Bilbao | Barcellona | Barcellona | 5           | 0           |        |        |  |
|  | Atlético Bilbao | Atlético Bilbao |            |            |             |             |        |        |  |
|  | Barcellona      | Barcellona      | 2          |            |             |             |        |        |  |

### Semifinali
| Arbitro: | Ortiz Arias |

|  |           |                    |
|  | Marcatori | 17’ Gavi 52’ Yamal |

| Arbitro: | De Burgos Bengoetxea |

|                                                   |           |  |
| Bellingham 63’ Valjent 90+2’ (aut.) Rodrygo 90+5’ | Marcatori |  |

### Finale
| Arbitro: | Gil Manzano |

|                       |           |                                                                 |
| Mbappé 5’ Rodrygo 60’ | Marcatori | 22’ Yamal 36’ (rig.) Lewandowski 39’, 48’ Raphinha 45+10’ Balde |

| Real Madrid | Barcellona |

| P               | 1  | Thibaut Courtois    |     |     |
| D               | 17 | Lucas Vázquez       |     | 52’ |
| D               | 14 | Aurélien Tchouaméni | 62’ | 64’ |
| D               | 22 | Antonio Rüdiger     | 53’ |     |
| D               | 23 | Ferland Mendy       |     | 75’ |
| C               | 8  | Federico Valverde   |     |     |
| C               | 6  | Eduardo Camavinga   | 35’ | 46’ |
| C               | 11 | Rodrygo             |     |     |
| C               | 5  | Jude Bellingham     |     | 76’ |
| C               | 7  | Vinícius Júnior     | 55’ |     |
| A               | 9  | Kylian Mbappé       |     |     |
| A disposizione: |    |                     |     |     |
| P               | 13 | Andriy Lunin        |     |     |
| P               | 26 | Fran González       |     |     |
| D               | 4  | David Alaba         |     |     |
| D               | 20 | Fran García         |     | 75’ |
| D               | 35 | Raúl Asencio        | 77’ | 52’ |
| D               | 39 | Lorenzo Aguado      |     |     |
| C               | 10 | Luka Modrić         |     | 64’ |
| C               | 15 | Arda Güler          |     |     |
| C               | 19 | Dani Ceballos       |     | 46’ |
| A               | 16 | Endrick             |     |     |
| A               | 21 | Brahim Díaz         |     | 76’ |
| Allenatore:     |    |                     |     |     |
| Carlo Ancelotti |    |                     |     |     |

| P               | 25 | Wojciech Szczęsny  | 56’   |     |
| D               | 23 | Jules Koundé       |       |     |
| D               | 2  | Pau Cubarsí        |       |     |
| D               | 5  | Iñigo Martínez     | 45+9’ | 28’ |
| D               | 3  | Alejandro Balde    |       |     |
| C               | 17 | Marc Casadó        |       |     |
| C               | 8  | Pedri              |       |     |
| C               | 19 | Lamine Yamal       |       | 59’ |
| C               | 6  | Gavi               |       | 59’ |
| C               | 11 | Raphinha           | 89’   | 79’ |
| A               | 9  | Robert Lewandowski | 77’   |     |
| A disposizione: |    |                    |       |     |
| P               | 13 | Iñaki Peña         |       | 59’ |
| P               | 26 | Ander Astralaga    |       |     |
| D               | 4  | Ronald Araújo      | 87’   | 28’ |
| D               | 24 | Eric García        |       |     |
| D               | 32 | Héctor Fort        |       |     |
| D               | 35 | Gerard Martín      |       |     |
| C               | 16 | Fermín López       |       |     |
| C               | 20 | Dani Olmo          |       | 59’ |
| C               | 21 | Frenkie de Jong    |       |     |
| A               | 7  | Ferran Torres      |       | 79’ |
| A               | 18 | Pau Víctor         |       |     |
| Allenatore:     |    |                    |       |     |
| Hansi Flick     |    |                    |       |     |

| Assistenti arbitrali: Nevado Rodríguez (Estremadura) Martínez Nicolás (Regione di Murcia) Quarto ufficiale: Melero López (Andalusia) Assistente di riserva: Romano García (Asturie) VAR: Iglesias Villanueva (Galizia) Assistenti al VAR: Cerezo Parfenof (Cantabria) González Fuertes (Asturie) | Regole dell'incontro - due tempi regolamentari da 45 minuti ciascuno; - tiri di rigore in caso di parità; inizialmente cinque per squadra, e a oltranza fino a spareggio in caso di ulteriore parità; - numero massimo di 22 giocatori per squadra a referto (11 in campo e 11 come potenziali sostituti); - cinque sostituzioni permesse. |